# Uranothauma antinorii
Uranothauma antinorii is een vlinder uit de familie van de Lycaenidae. De wetenschappelijke naam van de soort is voor het eerst gepubliceerd in 1883 door Charles Oberthür.

## Verspreiding
De soort komt voor in Nigeria, Kameroen, Gabon, Ethiopië, Congo Kinshasa, Oeganda, Rwanda, Burundi, Kenia, Tanzania, Angola, Zambia, Malawi, Mozambique en Zimbabwe.

## Habitat
Deze vlinder kan worden aangetroffen bij bosranden in middelgebergten, meestal boven de 1500 meter. Ondersoort felthami komt in Tanzania voor op hoogten tussen de 800 en 2000 meter.

## Ondersoorten
- Uranothauma antinorii antinorii (Oberthür, 1883) (hooglanden van Ethiopië)
- Uranothauma antinorii bamendanus Libert, 1993 (Nigeria, Kameroen en Gabon)
- Uranothauma antinorii felthami (Stevenson, 1934) (Congo Kinshasa, Oeganda, Rwanda, Burundi, Kenia, Tanzania, Angola, Zambia, Malawi, Mozambique en Zimbabwe)